# Gopło
Gopło [gopuo] je jezero, které leží nedaleko Hnězdna v Hnězdenském pojezeří, v Kujavsko-pomořském vojvodství v Polsku. Nachází se v nadmořské výšce 77 m, má rozlohu 22 km², délku 25 km a šířku 250 až 3200 m. Průměrně je hluboké 4,7 m, maximální hloubky dosahuje 16,5 m, a jeho objem je okolo 0,170 km³.

## Pobřeží
Je to jezero ledovcové, vyplňující prohlubeň vytvořenou ledovcovým splazem, protáhlé v severojižním směru a rozvětvené na jižním konci. Břeh je nízký, se spoustou zátok a poloostrovů, v některých místech bahnitý. Na jezeře se nachází několik ostrovů a ptačí rezervace.

## Vodní režim
Přes Gopło protéká řeka Noteć. Přes kanály je spojeno s řekou Wartou a díky tomu je součástí vodní cesty.

## Osídlení
Na severním břehu jezera leží Kruszwica. Jméno jezera je odvozeno od slovanského kmene Goplan a souvisí s legendami o králi Popielu a Goplaně.